# Wohlien
Cette page explique l’histoire ou répertorie les différents membres de la famille Wohlien.
Wohlien est une famille allemande de facteurs d'orgues originaire d'Altona, où se trouvait son atelier. 

## Membres de la famille

### 1regénération
- Balthasar Wohlien (1745 à Wilster; 1804 à Hambourg), facteur d'orgues

### 2egénération
- Johann Heinrich Wohlien (1779–1842), facteur d'orgues, frère de Lorenz Rudolph Wohlien.
- Lorenz Rudolph Wohlien (1789–1834), facteur d'orgues et fabricant de pianos, frère de Johann Heinrich W.

### 3egénération
- Johann Conrad Rudolph Wohlien (1808–1866), facteur d'orgues
- Christoph Wilhelm Wohlien (1811–1869), peintre et lithographe, fils de Johann Heinrich Wohlien.

### 4egénération
- Johann Friedrich Eduard Wohlien (1843 à Altona; 1871 id.), facteur d'orgues ; l'entreprise s'arrête à sa mort.

## Source de la traduction
- (de) Cet article est partiellement ou en totalité issu de l’article de Wikipédia en allemand intitulé « Wohlien » (voir la liste des auteurs).